# Gustav Pfleger Moravský
Gustav Pfleger Moravský (27. července 1833 Karasín – 20. září 1875 Praha) byl prozaik, básník a dramatik moravského původu.

## Život a dílo

### Dětství
Narodil se 27. července 1833 v Karasíně u Bystřice nad Pernštejnem. Jeho otec Matyáš Pfleger tu sloužil jako hraběcí nadlesní. V Karasíně začal chodit do školy. Dětství trávil na různých místech Moravy, v Bystřici nad Pernštejnem, Kojetíně a ve dvoře „Na Skalách“ u Lhoty. Navštěvoval školu ve Vitochově, Bystřici, Rozsochách i ve Lhotě. Otec mu však záhy zemřel (1843) a matka Johanna Pflegerová (roz. Hendrichová, *1797) odešla s celou rodinou do Prahy.

### Studia a národní uvědomění
V Praze Gustav chodil zprvu do německé školy u karmelitánů na Malé Straně; z počátku měl pro neznalost němčiny studijní problémy a musel opakovat jednu třídu. Od roku 1845 navštěvoval německé malostranské gymnázium v dnešní Hellichově ulici, kde svou němčinu zdokonalil tak, že se v ní vyjadřoval lépe než v češtině. Na jeho národnostní uvědomění zapůsobil revoluční rok 1848. Roku 1851 přešel na české Akademické gymnázium, která sídlilo ve Štěpánské ulici. Zde působil jako profesor Václav Kliment Klicpera a Gustavovým spolužákem byli Jan Neruda a Ferdinand Schulz. Gustav Pfleger v té době zanechal básnických pokusů v němčině a přešel na češtinu. Plicní choroba ho přinutila studium v roce 1852 přerušit a později ukončit; vzdělával se sám, především četbou v šesti cizích jazycích.

### Vstup do literatury
Roku 1854 začal pracovat v České spořitelně jako úředník. Poklidný život úředníka jej však neuspokojoval, a tak v roce 1856 podnikl cestu do severního Německa, navštívil Drážďany, Berlín a Hamburk, a roku 1858 ještě Pruské Slezsko a Sasko. Po nějakou dobu pracoval jako dramaturg a později se stal se novinářem. Zabýval se též překládáním poezie z francouzštiny a v roce 1853 mu v časopisu Krasořečník vyšel překlad básně Victora Huga. V 50. letech 19. stol. byly potlačovány všechny projevy české kultury i veřejného života. Pfleger v té době, roku 1855, zveřejnil svoji sbírku prvních veršů Dumky v jediném českém beletristickém časopisu té doby, v Lumíru. Sbírka nezaznamenala žádný zvláštní úspěch ani u čtenářů, ani u kritiky. V roce 1862 vyšla druhá sbírka jeho poezie Cypřiše již pod přijatým jménem Moravský. Verše z této sbírky zhudebnil Antonín Dvořák a vytvořil tak písňový cyklus stejného jména. Tento cyklus pak ovlivnil další Dvořákovu tvorbu. Zhudebněno bylo celkem 18 básní. Téhož roku mu vyšel i veršovaný román Pan Vyšinský, který vznikl pod vlivem ruských básníků – Puškina a Lermontova. V románu Pfleger zobrazil stav české mladé generace, její bezradnost, a vyzval ji k práci pro národ.

### Práce pro divadlo
Po otevření Novoměstského divadla se v roce 1861 stal na krátký čas jeho dramaturgem. Pro něj napsal i veselohry Telegram, „Ona mne miluje a Kapitola I., II. a III. Zajímal se o francouzskou poezii a literaturu té doby, překládal a psal divadelní kritiky do německého časopisu Politik a do českého Národního pokroku, kde se stal redaktorem. Prozatímní divadlo uvedlo jeho truchlohru „Svatopluk, zhoubce Vršovců“ z roku 1861, která se ale nedochovala. Ve stejném roce napsal ještě další hry – Boleslav Ryšavý a Poslední Rožmberk – tato hra se zachovala přepracována jako Della Rosa. Podle Rukopisu královédvorského napsal libreto ke zpěvohře Záboj, zpěvohra o třech jednáních, ale nenašel se nikdo, kdo by dílo zhudebnil.

### Od roku 1863 do smrti
V roce 1863 vydal Pfleger významný román Ztracený život. Tento román se odehrává roku 1848 a následující roky po potlačení povstání a líčí osudy revolucionáře Josefa Václava Friče, který skončil nakonec v žaláři a později v emigraci a jeho národ ho nakonec nepochopil. V roce 1864 vydal Pfleger román Z malého světa. Tento román byl prvním románem z dělnického prostředí v české literatuře. Děj se odehrává mezi smíchovskými textilními dělníky, ukazuje na konflikty sociální, ale i národnostní. Ukazuje též na vztahy šlechty a nové podnikatelské buržoazie. Líčí první dělnickou vzpouru roku 1844. Další román z roku 1873 Paní fabrikantová je zasazen do prostředí lázní Sedmihorky, které autor dobře znal, neboť se tu léčil. Hlavní postava – manželka továrníka, která vyšla z dělnického prostředí, se zamiluje do šlechtice a k uhájení cti své rodiny spáchá sebevraždu utopením. Z dalších literárních děl se dochovaly jen jejich názvy: Před březnem“, Starý dům, Švýcarský hotel. Poslední autorovo nedokončené dílo je alegoricko-vlastenecká báseň Královna noci z roku 1875.
Zemřel na tuberkulózu 20. září 1875 a byl pohřben na Malostranském hřbitově v Praze (dnes deska ve zdi)

## Autorský přínos
Gustav Pfleger Moravský bývá uváděn obvykle společně s májovci, ale s jejich programem se nikdy zcela neztotožnil a nebyl členem skupiny Máj. Jan Neruda (přední člen májovců) ocenil kvality jeho díla v Národních listech posmrtným fejetonem.
I když Pflegerovo dílo působí na dnešního čtenáře silně naivně, jeho zásluhou je poznání, že jako první autor si začal všímat nových problémů sociálních a revolučních, popsal prostředí dělníků a nově vznikající buržoasie. Román Z malého světa je průkopnickým prvním románem u nás, který zobrazuje dělnické prostředí.[zdroj?]

## Posmrtné připomínky
- Na jeho rodném domu v Karasíně byla k výročí jeho nedožitých padesátin 1883 odhalena pamětní deska, ta však byla poškozena požárem, který zničil i jeho rodný dům, a dnes je umístěna na staré karasínské myslivně.
- Jeho památku připomínají i názvy ulic v Ostravě a Brně.

## Dílo

### Básnické sbírky
- Dumky (1855) – sbírka básní – sentimentální motivy nenaplněné lásky a žalu
- Cypřiše (1862) – sbírka básní – sentimentální motivy nenaplněné lásky a žalu
- Královna noci (1867) – báseň
- Boj života : Při krbu – básně

### Romány
- Dvojí věno : obraz ze života (1857) – román
- Pan Vyšínský (1859) – veršovaný román podle vzoru Puškina a Lermontova–zachycuje ironicky prostředí vyšších spol.vrstev, ovlivněn ruskou literaturou – zbytečný člověk
- Dva umělci (1858) – román
- Ztracený život (1862) – román – zachycuje ovzduší bachovského absolutismu a projevy revolučního vření mezi mládeží
- Z malého světa (1864) – Pflegerův nejvýznamnější román – popisuje život ve 40. letech 19. stol. – obraz života pražských dělníků, sociální i národnostní konflikty – rozbíjení strojů 1844, dělnické bouře, romantické motivy, úsilí o realismus
- Paní fabrikantová (1867) – Pflegerův psychologicky nejpropracovanější román vypráví o tragickém osudu ženy, která zachraňuje čest sebevraždou

### Drama
- Poslední Rožmberk (1861) – historická hra
- Boleslav Ryšavý (1861) – historická hra o 5.jednáních, – divadelní hra
- Záboj ( 1861) – zpěvohra o 3.jednáních – libreto
- Telegram (1866) – veselohra, komedie
- Kapitola I. II. III. (1866) – veselohra
- Ona mě miluje (1869) – veselohra

### Ostatní literatura
- U Plzně r.1618 – historická novela
- Alex – novela
- Gustav Pfléger Moravský : životopisné zápisky básníkovy – autobiografické vzpomínky
- La grandmère (1853) překlad básně Victora Huga